# St-Pierre (Vienne)

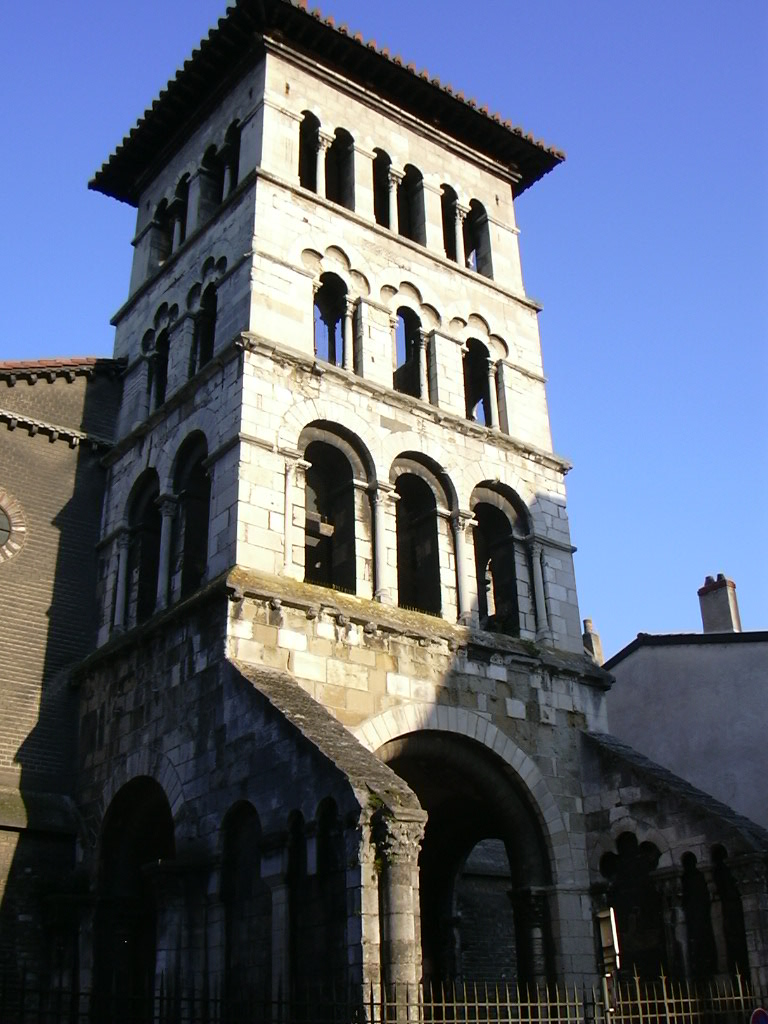
Fassadenturm von Sankt Peter

Die Kirche St-Pierre (deutsch: St. Peter) ist eine ehemalige Kirche und Abteikirche in der Stadt Vienne im französischen Département Isère. Sie ist eine der ältesten noch gut erhaltenen Kirchen Frankreichs und stammt im Wesentlichen aus der Zeit der Spätantike. Seit dem 19. Jahrhundert dient das Bauwerk als archäologisches Museum.
Sankt Peter ist seit 1862 als Monument historique klassifiziert.

## Geschichte
Die Kirche mit dem ursprünglichen Patrozinium der heiligen Petrus und Paulus entstand im 5. Jahrhundert im Gebiet eines Friedhofs in der römischen Stadt Vienna. Die ursprüngliche Bauform einer Basilika mit einem breiten rechteckigen Grundriss und einer halbrunden Apsis ist bis heute an den Mauern der Kirche gut zu sehen. Der Bau hat eine Länge von 40 m und eine Breite von 18 m.

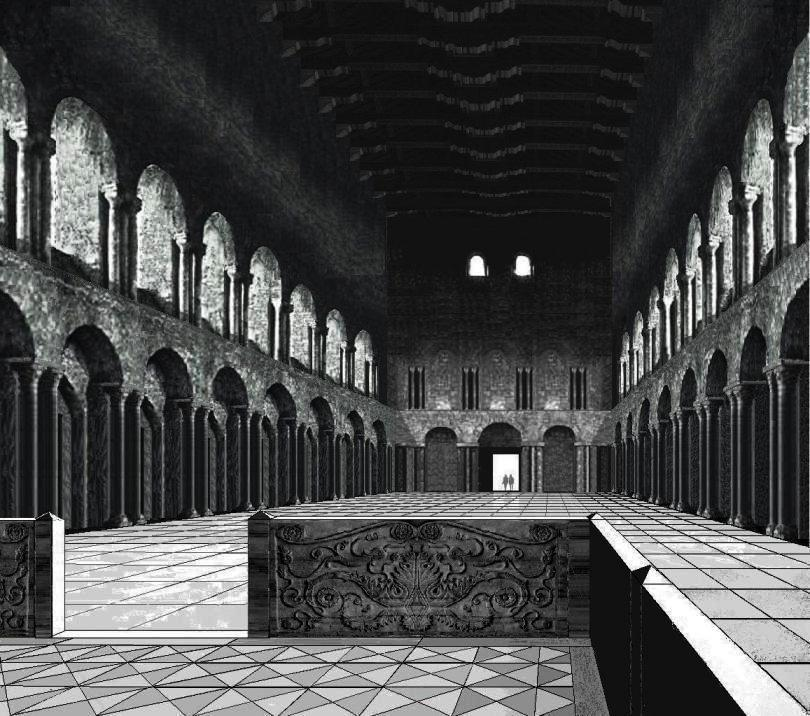
Freie Rekonstruktionszeichnung des möglichen Zustands der Kirche zur Karolingerzeit

Seit Mamertus († um 477), einem frühen Bischof von Vienna, und bis im Hochmittelalter diente Sankt Peter und Paul als Begräbniskirche für die Bischöfe der Diözese. Im 6. Jahrhundert entwickelte sich eine klösterliche Siedlung bei der Kirche. Aus der Karolingerzeit sind mehrere Baufragmente erhalten, besonders Elemente einer verzierten Chorschranke, die später im Turm eingemauert worden sind.
Im Hochmittelalter erhielt der große antike Hallenbau, der breite Bogenfenster aufweist, zwei Reihen hoher gemauerter Pfeiler mit einem Obergaden, der mehrere Kuppelfenster hat. Dadurch entstand die Gliederung in ein Mittelschiff und zwei schmale Seitenschiffe. Wohl zur gleichen Zeit wurde vor der Hauptfassade der romanische Glockenturm errichtet und das südliche Portal mit Skulpturen ausgestattet.
Die Hugenottenkriege des 16. Jahrhunderts schwächten auch die Abtei, die sich als Chorherrengemeinschaft konstituierte und 1780 mit dem Kloster Sankt Theudarius in Saint-Chef vereinigt wurde. In der Zeit der Französischen Revolution wurde dieses Kloster 1791 aufgelöst.

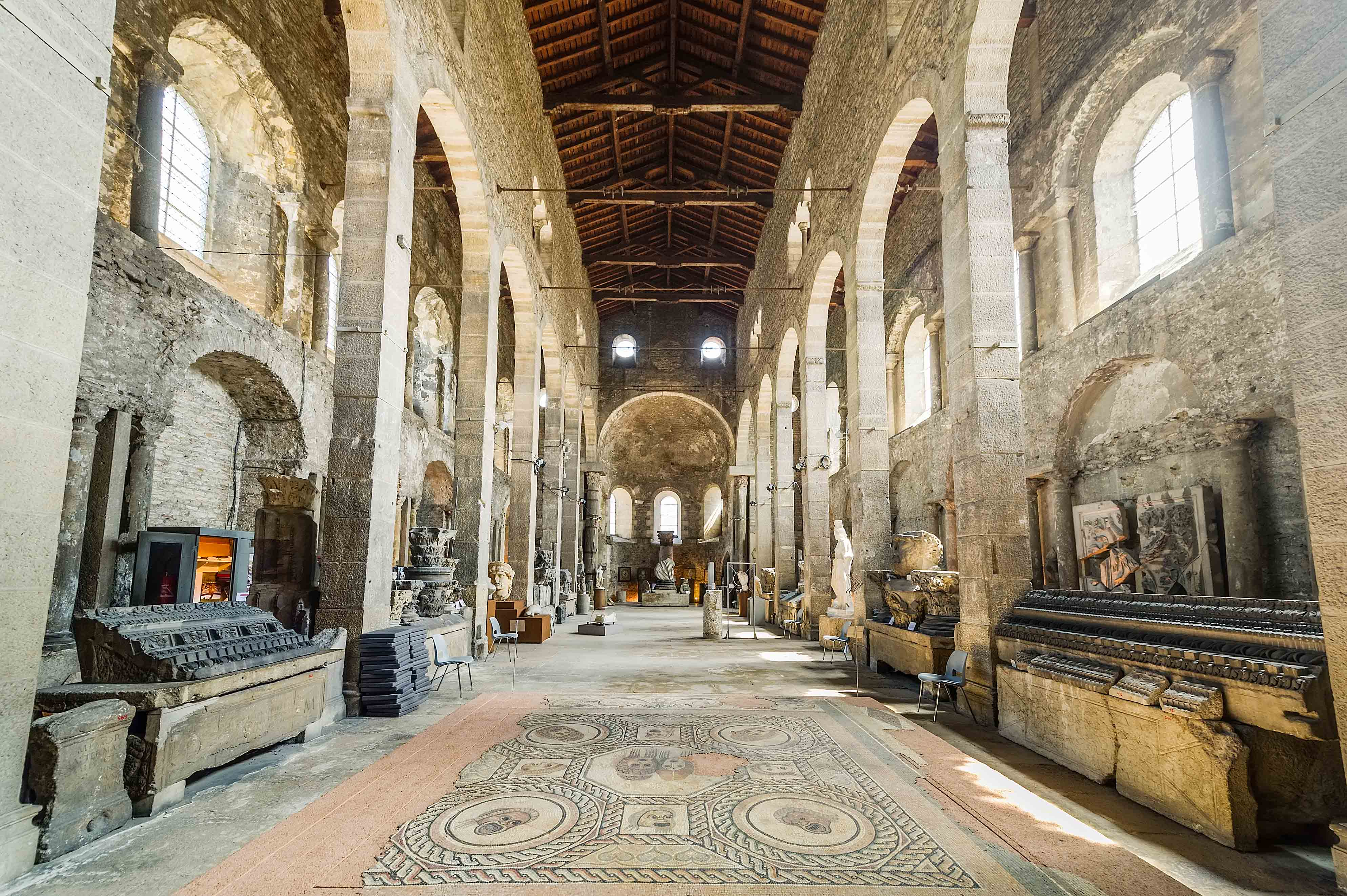
Aktueller Zustand des Innenraums mit der archäologischen Ausstellung

## Archäologisches Museum
Im Jahr 1809 wurde die desakralisierte Kirche Sankt Peter als Museum für antike Relikte eingerichtet, die vor allem aus der Privatsammlung des Lehrers und Altertumsforschers Pierre Schneyder stammten.
1860 erhielt sie durch eine Restaurierung des Innenraums ihr heutiges Aussehen. Dabei verschwanden die im Spätmittelalter in der Kirche eingebauten Seitenkapellen und ein im 18. Jahrhundert angebrachter Stucküberzug des Mauerwerks.
Die Kirche dient seit 1872 offiziell als Lapidarium für die Sammlung archäologischer und kunsthistorischer Steinobjekte und Baufragmente aus Vienne. Einige Objekte sind seit dem frühen 19. Jahrhundert im ehemaligen Kirchenraum ausgestellt, andere, neu aufgefundene kamen im Lauf der Zeit noch dazu. Spätantike Sarkophage stammen von den Grabstätten der ersten Bischöfe von Vienne. Die Ausstellung umfasst unter anderem auch Mosaike, antike Statuen und Grabmonumente sowie Inschriften. Die Statue der Tutela de Vienne, eine Kopie einer hellenistischen Originalskulptur, sowie Büsten von Augustus und von Juno sind herausragende Stücke in der Sammlung.